# Константин Константинеску
Константин Константинеску (на румънски: Constantin Constantinescu, 20 февруари 1884, Бечени (окръг Бузъу) – 1961, Бакъу) е румънски държавник и генерал (от 24 януари 1942).
Участник в Първата и Втората световна война. На 9 ноември 1941 г. е назначен за главнокомандващ на 4-та румънска армия. Снет е от поста на 10 февруари 1943 г. и е заменен от Константин Санатеску.